# Свияжка
Свияжка — упразднённая деревня в Кузоватовском районе Ульяновской области России. На момент упразднения входил в состав Спешневского сельского поселения.

## География
Деревня находилась на правом берегу реки Свияга, в 4 км к северо-востоку от села Спешневка и в 48 км к северо-востоку от районного центра.

## История
Исключена из учётных данных в 2002 году постановлением заксобрания Ульяновской области от 10.12.2002 г. № 066-ЗО

## Население
С 1996 года в деревне отсутствовало постоянное население.